# Политехническая (станция скоростного трамвая)
«Политехническая» (укр. «Політехнічна») — станция линии скоростного трамвая в Киеве, расположена между станциями «Алексы Тихого» и «Площадь Галицкая». Открыта в 70-е годы XX века. Названа по расположенному поблизости ВУЗу.
С 8 апреля по 9 октября 2008 года станция была конечной на линии. Разворот трамваев осуществлялся на временном кольце около Центрального ЗАГСа. 10 октября 2008 года участок «Политехническая» — «Ивана Лепсе» закрыт на реконструкцию.
С 16 октября 2010 года скоростной трамвай вновь пущен в эксплуатацию. Работают 6 станций, в том числе станция «Политехническая». Остальные 8 станций находятся в процессе реконструкции.
Станция была закрыта на реконструкцию с 3 по 31 марта 2011 года . В ходе реконструкции установлены навесы над платформами и выходами из платформ в город, обустроен подземный переход.
В конце 2017 станция реконструирована в красном цвете (в отличие от «Полевой», реконструированной по тому же проекту в синем). Мозаика в советском стиле убрана.

## Галерея

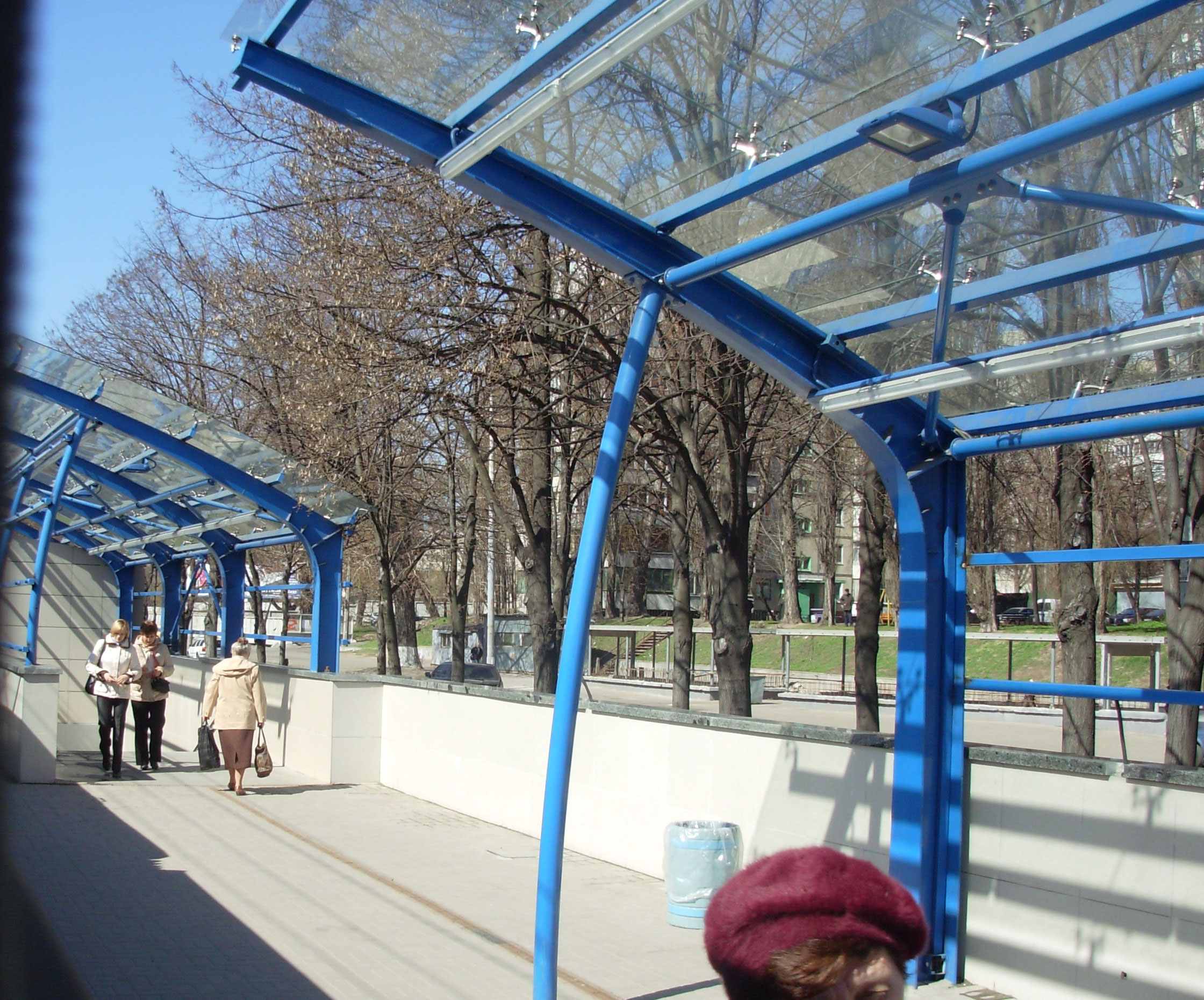
Выход с платформы в город
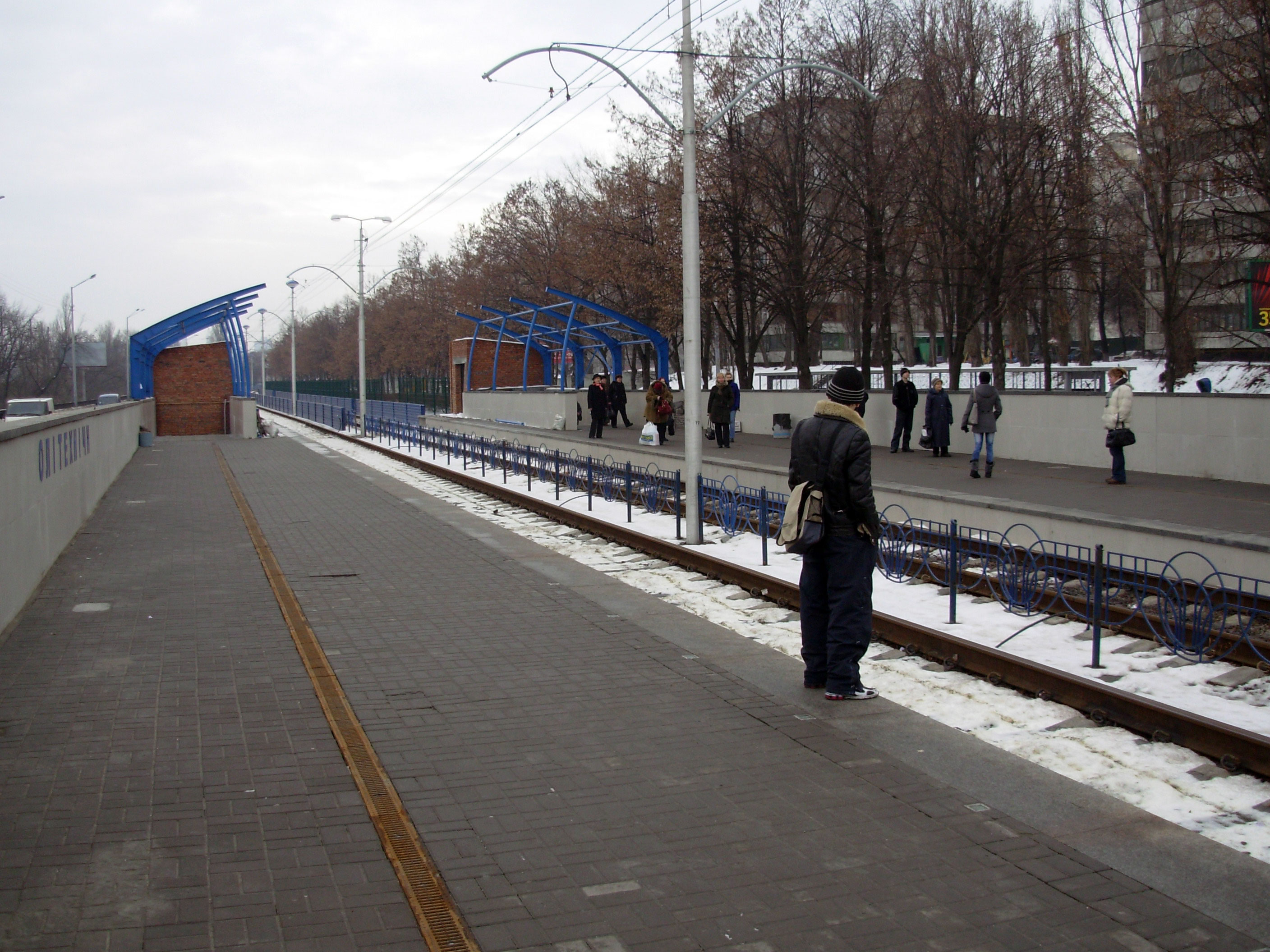
Общий вид станции, декабрь 2010
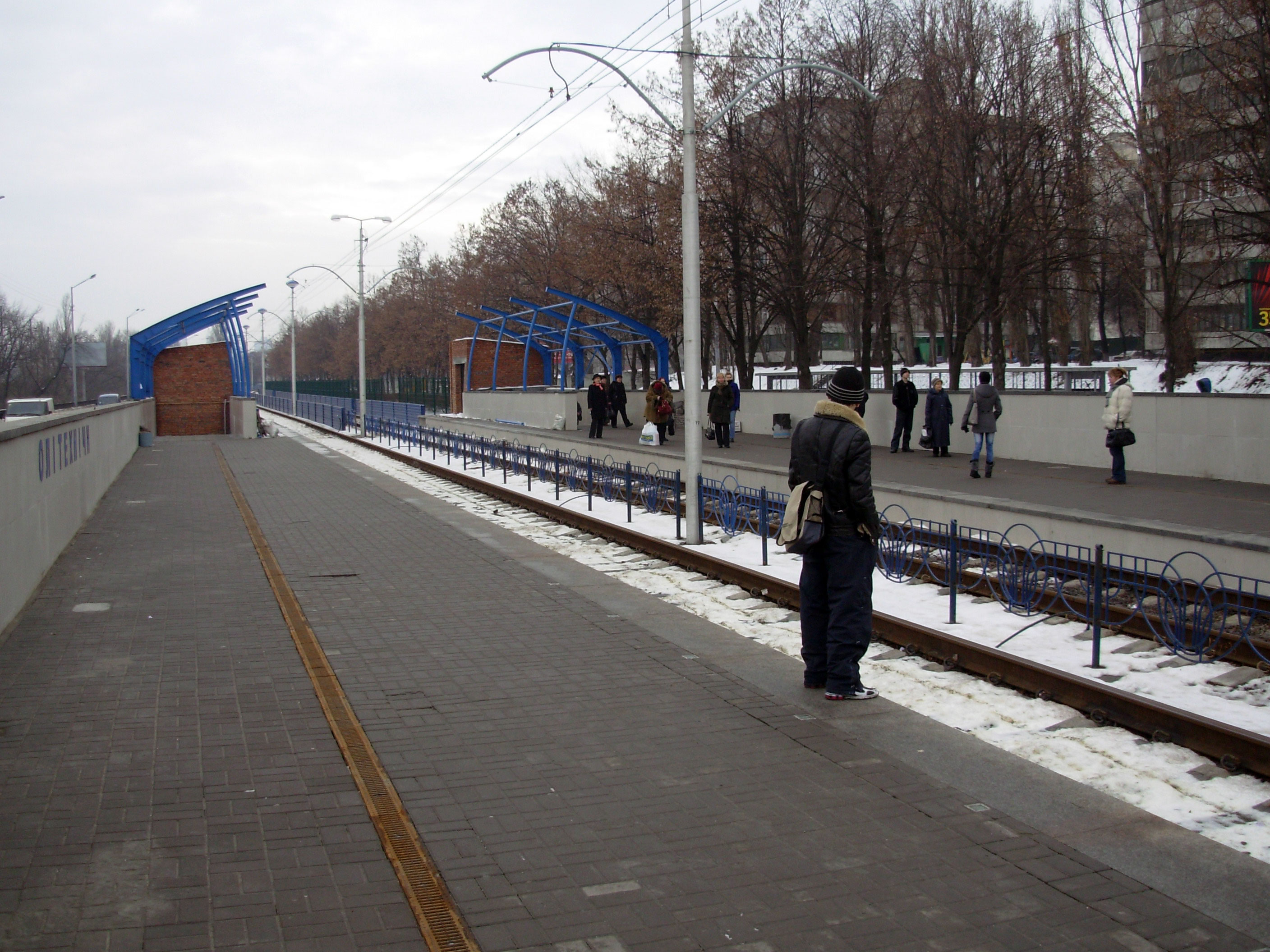
Общий вид станции, декабрь 2010
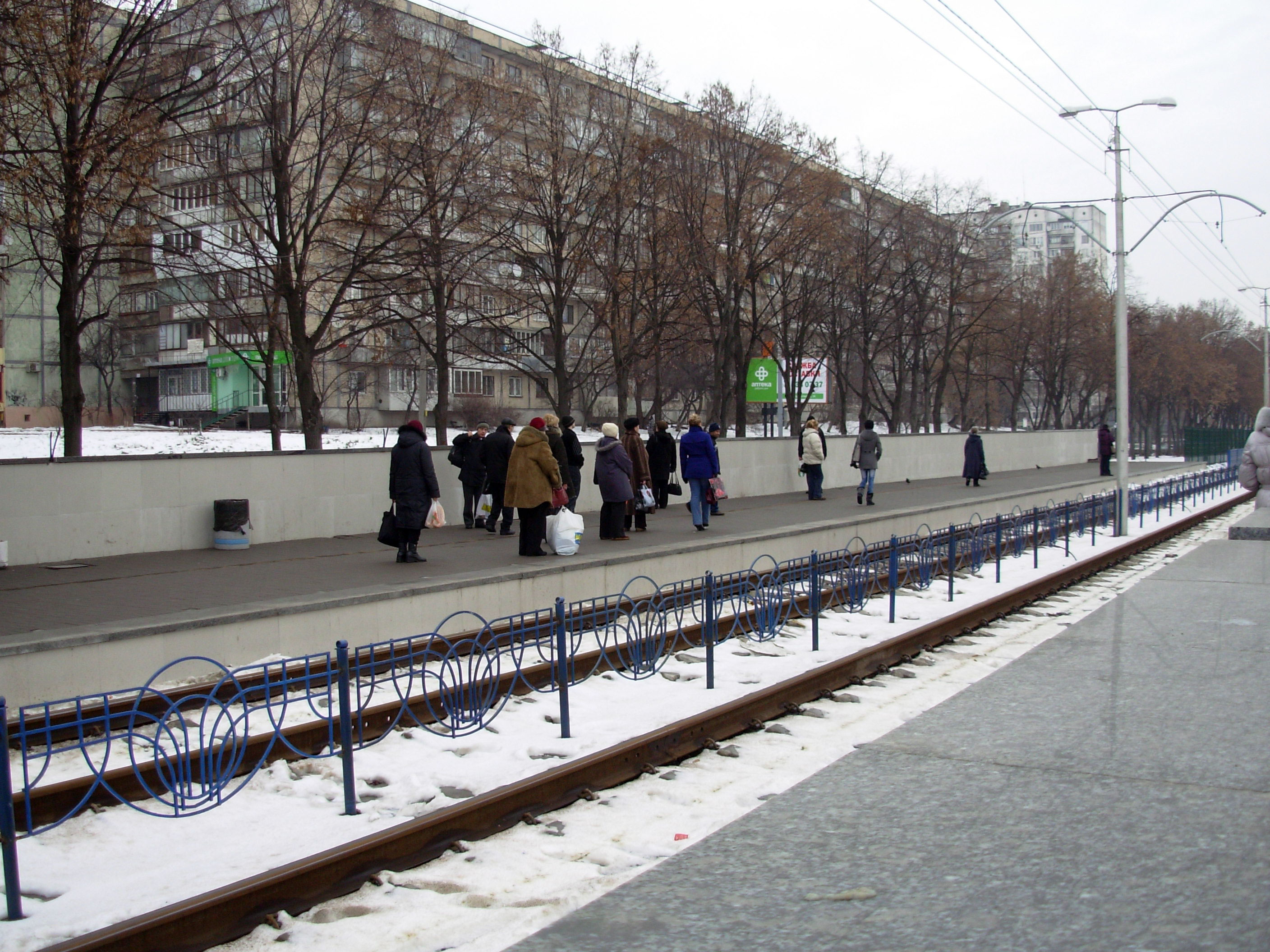
Платформы станции, декабрь 2010
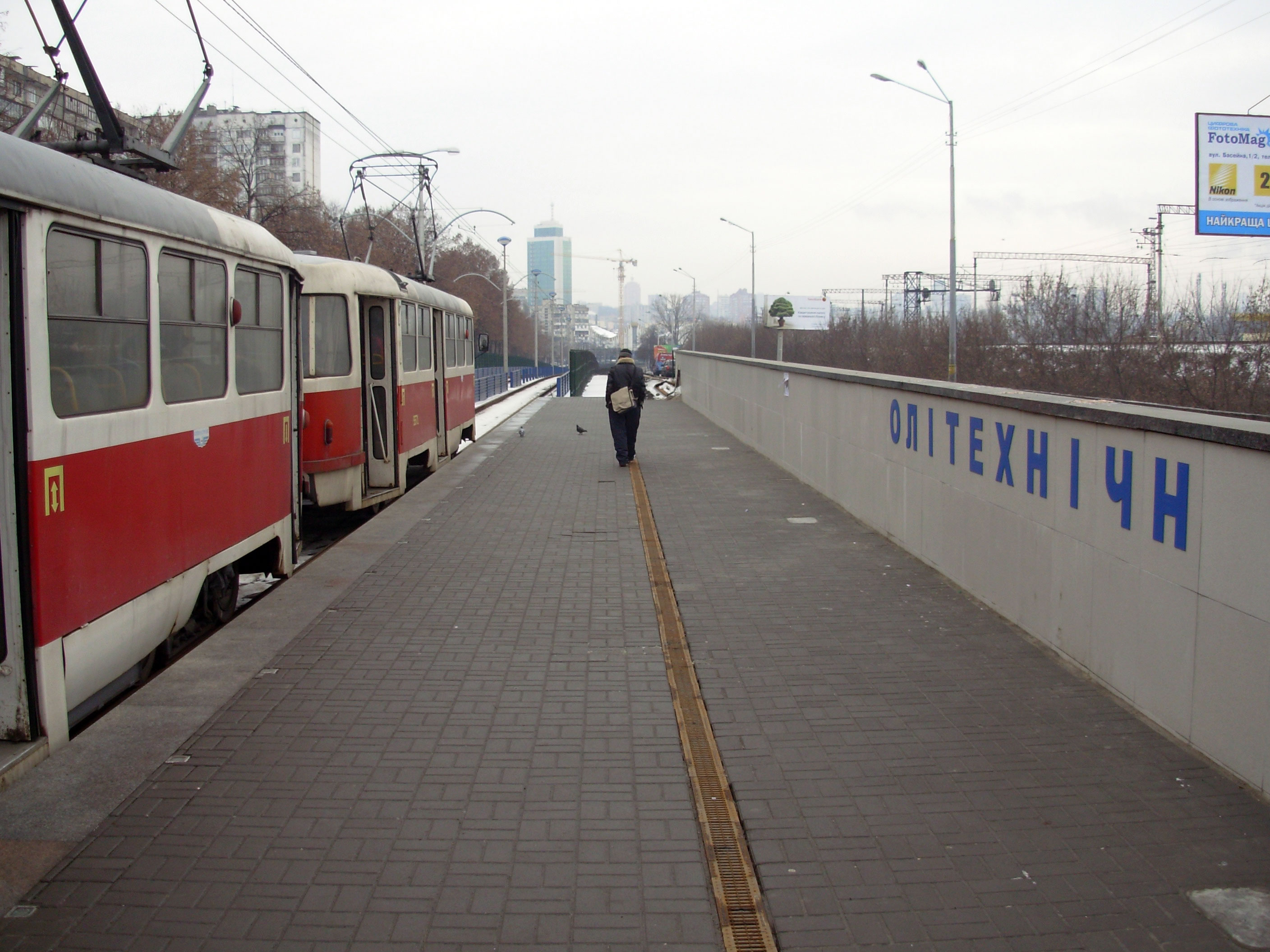
Посадочная платформа, декабрь 2010
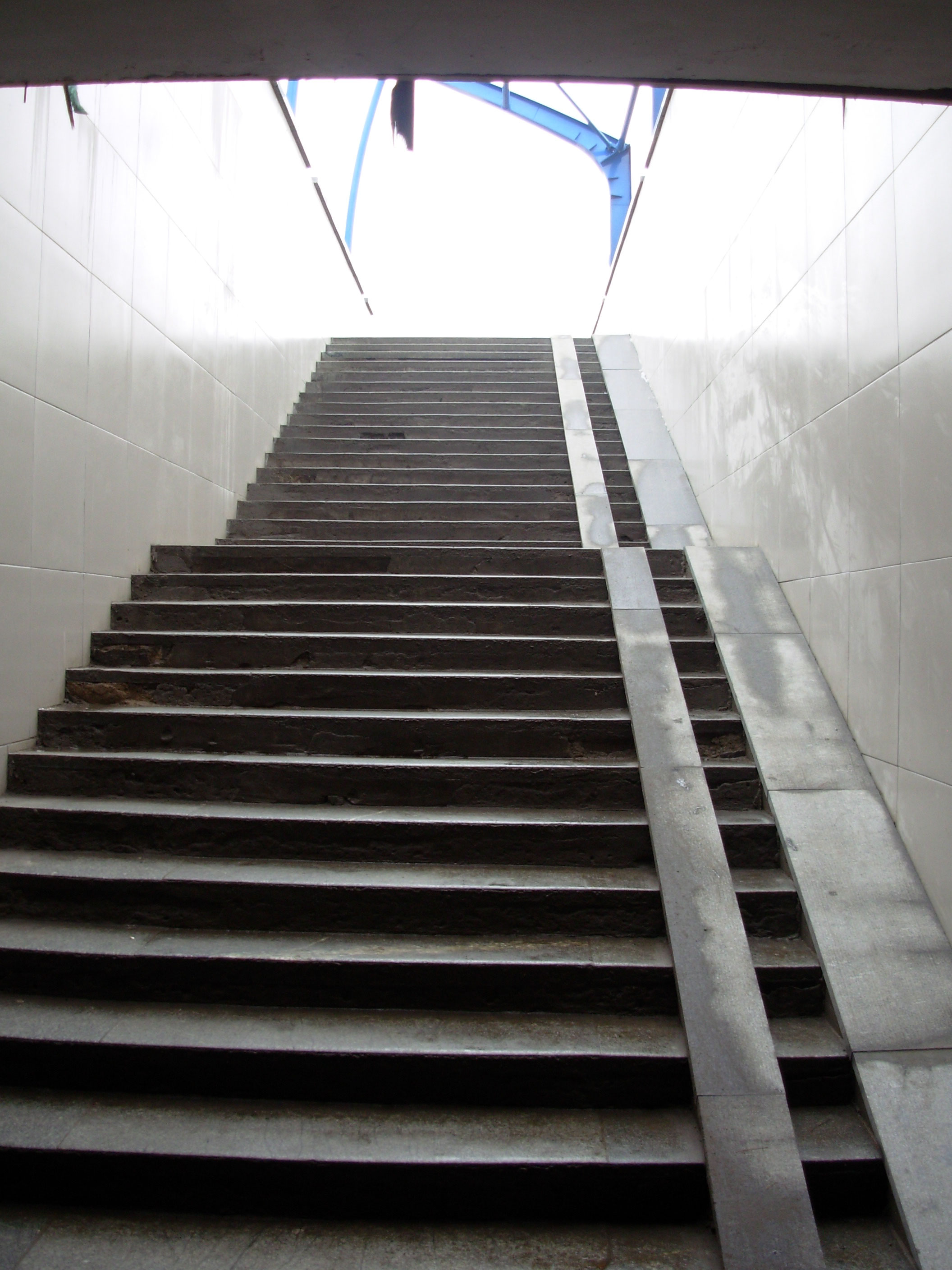
Выход из подземного перехода на станцию, декабрь 2010
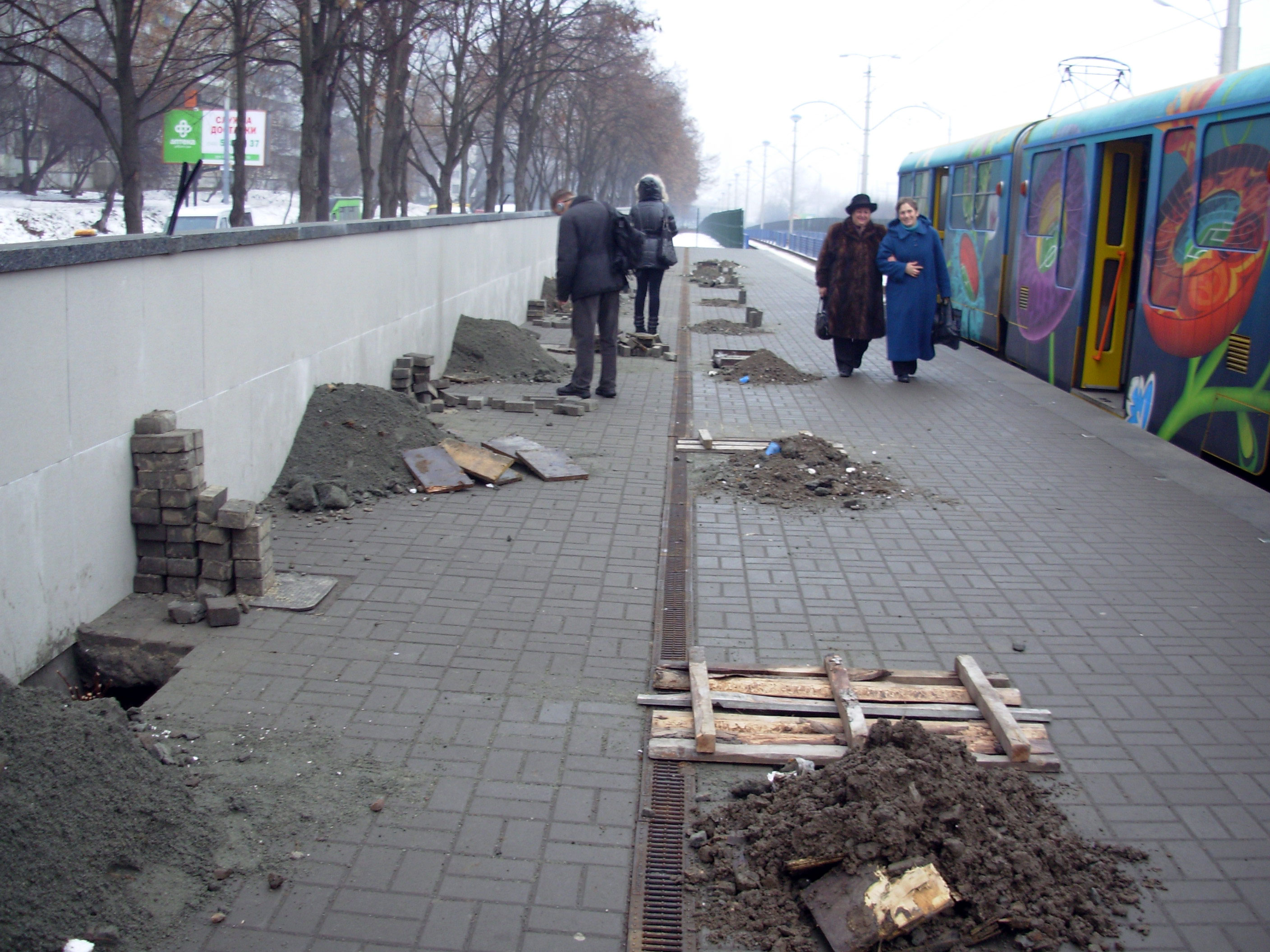
Работы по установке навесов над платформами, декабрь 2010
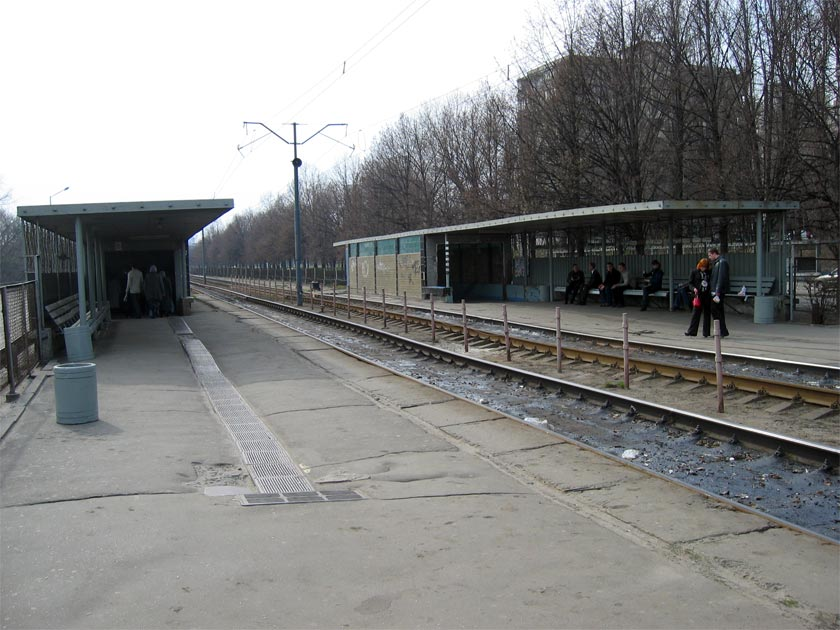
Станция до реконструкции, 2005
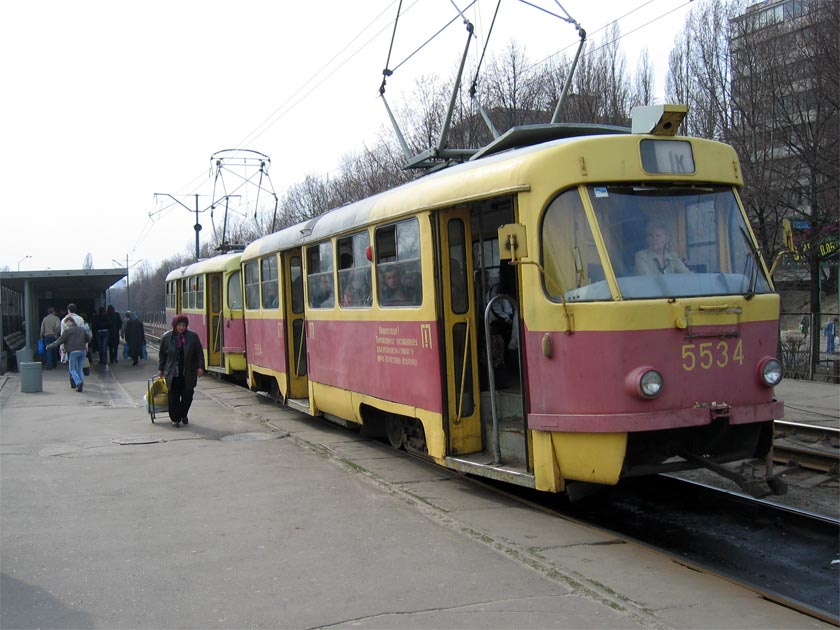
Посадочная платформа, 2005
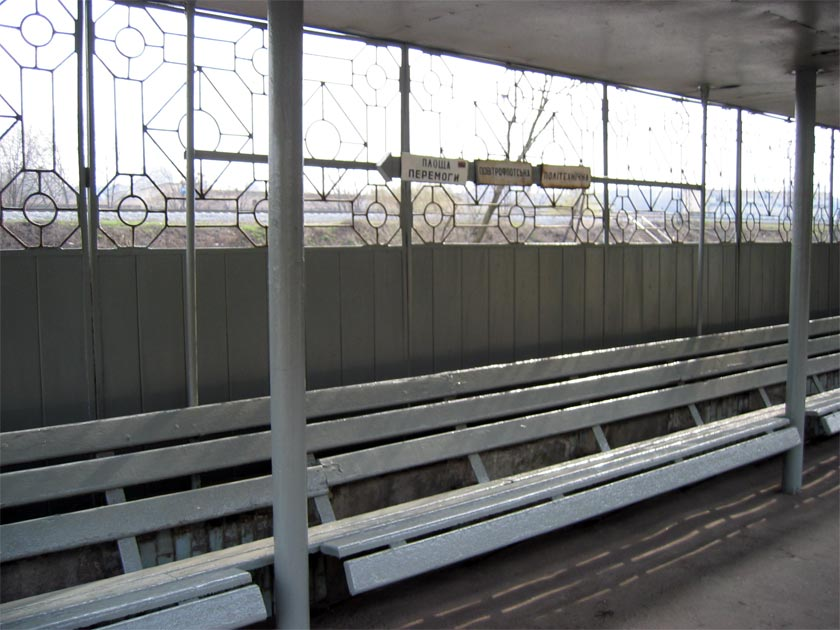
Схема линии на станции
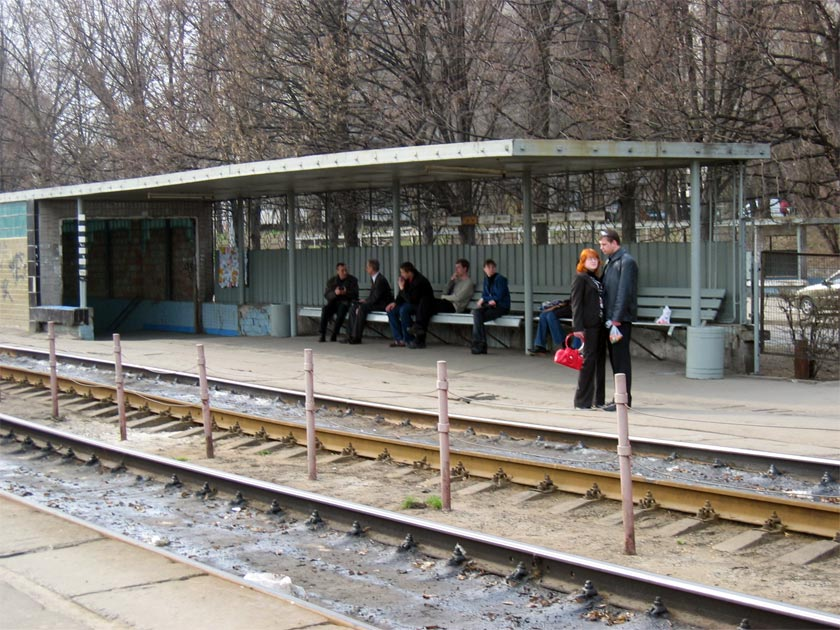
Посадочная платформа, 2005
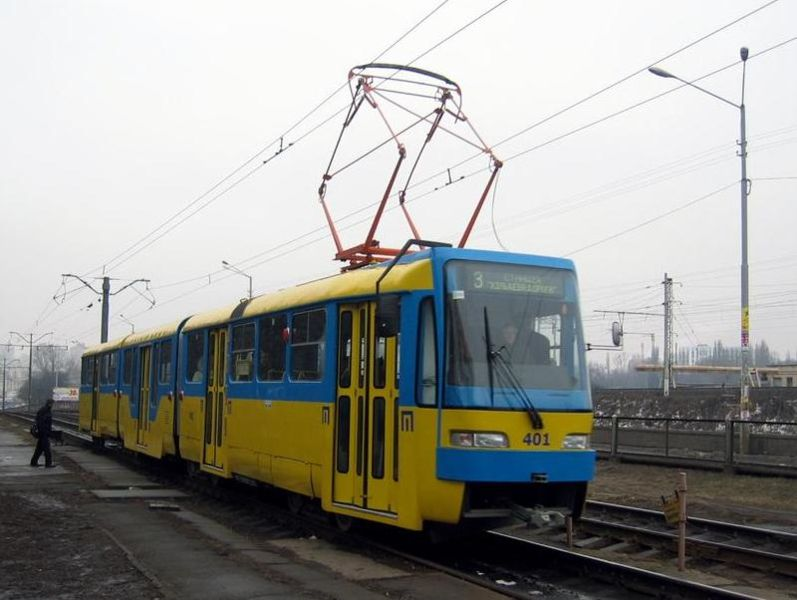
Трамвай K3R-N на станции
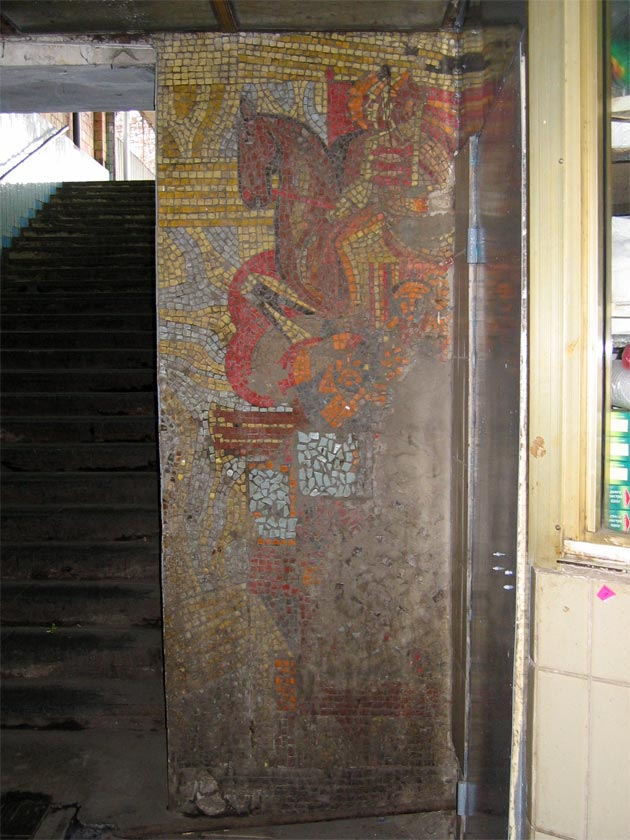
Фрагмент мозаики в подземном переходе
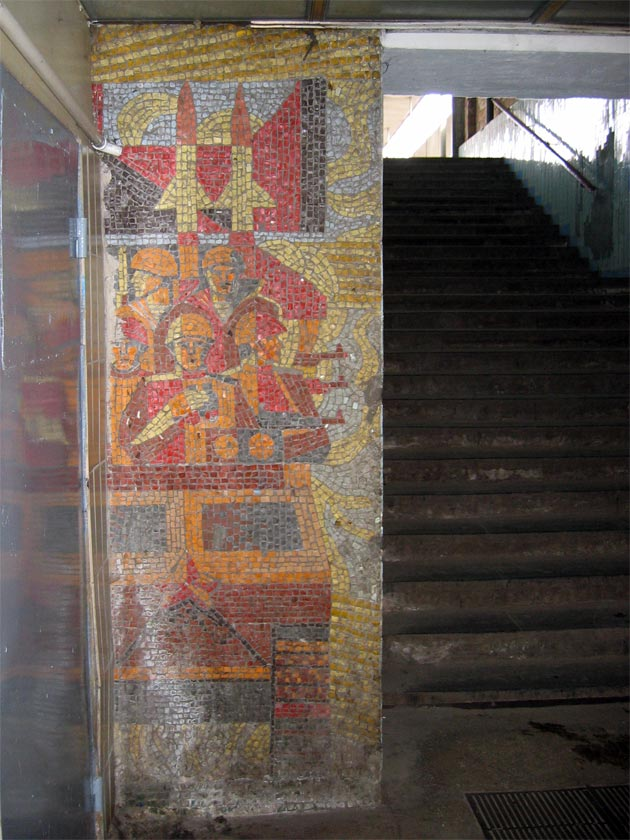
Фрагмент мозаики в подземном переходе